# 火焚界
在角色扮演游戏《龙与地下城》中，火焚界是中立邪恶与守法邪恶阵营生物的界域，又译作焦热地狱、焦炎地狱。
火焚界中充满了漂浮在空中的，不断喷出岩浆并不断移动的火山，分为四层。从火山中喷出的硫磺蒸汽漂浮在空中形成臭云。
在火焚界中没有任何植物。

## 种族
- 犬魔